# صفحه اصلی میلیون دلاری
صفحهٔ اصلی میلیون دلاری (به انگلیسی: The Million Dollar Homepage) وبگاهی است که ایدهٔ آن در سال ۲۰۰۵ توسط الکس تیو (به انگلیسی: Alex Tew)، دانشجویی از ویلتشر انگلستان، برای تأمین مخارج تحصیلات دانشگاهی خود شکل گرفت. صفحهٔ اصلی وبگاه از یک میلیون پیکسل که در شبکه‌ای ۱۰۰۰ × ۱۰۰۰ چیدمان یافته‌اند تشکیل شده‌است و پیوندهای تصویری موجود در آن به ازای یک دلار برای هر پیکسل در قالب‌های ۱۰ × ۱۰ به فروش رفتند. خریداران قالب‌های پیکسلی، تصویری کوچک بر روی پیکسل‌ها قرار می‌دادند که به یک نشانی اینترنتی پیوند می‌خورد و هنگامی که مکان‌نمای ماوس بر روی تصویر قرار می‌گرفت نوشته‌ای تبلیغاتی نیز ظاهر می‌شد. هدف از راه‌اندازی وبگاه این بود که با فروش تمامی پیکسل‌های موجود در تصویر، درآمدی معادل یک میلیون دلار نصیب خالقش شود. به گزارش وال استریت ژورنال، این وبگاه الهام‌بخش سایر وبگاه‌هایی شده‌است که پیکسل می‌فروشند.
صفحهٔ اصلی میلیون دلاری که در ۲۶ اوت ۲۰۰۶ آغاز به کار کرد خیلی زود به یک رویداد اینترنتی تبدیل شد. بالاترین رتبهٔ ترافیک وبگاه در الکسا به ۱۲۷ رسید و تا ۱ اوت ۲۰۱۲ رتبهٔ آن ۴۴٬۶۳۵ بوده‌است. ۱٬۰۰۰ پیکسل آخر در ۱ ژانویهٔ ۲۰۰۶ در ای‌بی به حراج گذاشته شد و در ۱۱ ژانویه با بالاترین پیشنهاد به قیمت ۳۸٬۱۰۰ دلار به فروش رسید و سود ناخالص ۱٬۰۳۷٬۱۰۰ دلاری را نصیب الکس تیو کرد.
به هنگام حراج ژانویهٔ ۲۰۰۶، وبگاه مورد حملهٔ محروم‌سازی از سرویس قرار گرفت و تقاضای پول شد؛ با رد درخواست هکرها از جانب تیو، وبگاه یک هفته از دسترس بازدیدکنندگان خارج شد تا اینکه سامانهٔ امنیتی میزبان به‌روزرسانی شد. پلیس فدرال آمریکا و پلیس ویلتشر به تحقیق و بررسی حمله و اخاذی صورت‌گرفته پرداختند.

## ایده
از همان اول می‌دانستم که این ایده پتانسیل بالایی دارد، اما از آن چیزهایی بود که بگیرنگیر دارند. با خودم گفتم چیزی که برای از دست دادن ندارم (به جز ۵۰ یورو یا هر چقدر که ثبت دامنه و میزبانی وب خرج برمی‌دارد). می‌دانستم که ایده‌ام آنقدر جالب و عجیب هست که جلب توجه کند . . . اینترنت رسانهٔ بسیار پرقدرتی است.

الکس تیو، ۲۲ فوریهٔ ۲۰۰۶
ایدهٔ ایجاد صفحهٔ اصلی میلیون دلاری در اوت ۲۰۰۵ به ذهن الکس تیو، دانشجویی از کریکلید در ویلتشر انگلستان، وقتی که ۲۱ سال داشت خطور کرد. قرار بود که الکس به زودی دوره‌ای سه ساله را دربارهٔ مدیریت کسب‌وکار در دانشگاه ناتینگهام بگذراند و از این ناراحت بود که باید از وام دانشجویی استفاده کند که بازپرداخت آن ممکن است سال‌ها طول بکشد. به عنوان راهی برای به دست آوردن پول، تیو تصمیم گرفت تا یک میلیون پیکسل را در یک وبگاه، به قیمت هر کدام یک دلار بفروشد. خریداران می‌توانستند تصویر، لوگو یا تبلیغ خود را روی پیکسل‌ها نمایش دهند و پیوندی به وبگاه خود نیز برقرار سازند. پیکسل‌ها به جای پوند بریتانیا به دلار آمریکا فروخته شدند، زیرا در آمریکا جمعیت بیشتری نسبت به بریتانیا از اینترنت استفاده می‌کنند و تیو بر این باور بود که اگر پیکسل‌ها به دلار آمریکا فروخته شوند تعداد افراد بیشتری از این ایده استقبال خواهند کرد. همچنین در سال ۲۰۰۵، پوند در برابر دلار ارزش بالایی داشت، به گونه‌ای که هر پوند معادل ۱٫۸۰ دلار بود و در نتیجه قیمت پیکسل‌ها برای بسیاری از خریداران احتمالی بیش از حد گران بود. هزینه‌ای که تیو برای راه‌اندازی وبگاه خرج کرد، ۵۰ یورو بود که شامل ثبت نام دامنه و میزبانی وبگاه می‌شد. وبگاه در ۲۶ اوت ۲۰۰۵ دایر گردید.
صفحهٔ اصلی وبگاه متشکل بود از یک بنر که نام وبگاه روی آن نقش بسته بود، یک شمارشگر که تعداد پیکسل‌های فروخته‌شده را نشان می‌داد، یک نوار ناوبری که حاوی ۹ پیوند کوچک به صفحات داخلی وبگاه بود، و یک شبکهٔ مربعی خالی متشکل از ۱٬۰۰۰٬۰۰۰ پیکسل که به ۱۰٬۰۰۰ قالب ۱۰۰ پیکسلی تقسیم شده بود. تیو به خریداران تعهد داد که وبگاه تا دست‌کم ۵ سال، یعنی حداقل تا ۲۶ اوت ۲۰۱۰، سرپا بماند.

## فروش پیکسل‌ها
از آنجایی که پیکسل بسیار کوچک است و به‌آسانی دیده نمی‌شود، پیکسل‌ها در قالب‌های ۱۰۰ تایی و در ابعاد ۱۰ × ۱۰ برای فروش ارائه شدند؛ در نتیجه حداقل قیمت خرید پیکسل‌ها ۱۰۰ دلار بود. سه روز پس از آغاز به کار وبگاه، اولین پیکسل‌ها را یک وبگاه موسیقی برخط خرید که توسط یکی از دوستان تیو گردانده می‌شد. او ۴۰۰ پیکسل را در یک قالب ۲۰ × ۲۰ خرید. در ابتدا بازاریابی وبگاه تنها از طریق دهان به دهان بود، اما پس از آنکه وبگاه، ۱٬۰۰۰ دلار فروش کرد، یک اطلاعیهٔ مطبوعاتی منتشر شد که توسط بی‌بی‌سی پوشش داده شد. رجیستر، وبگاه اخبار فناوری، در ماه سپتامبر در دو مقاله به معرفی صفحهٔ اصلی میلیون دلاری پرداخت. تا انتهای سپتامبر، صفحهٔ اصلی میلیون دلاری تقریباً ۲۵۰٬۰۰۰ دلار درآمد برای تیو به ارمغان آورده بود و در بخش «تکاننده‌ها و لرزاننده‌ها» ی الکسا رتبهٔ سوم را پس از وبگاه‌های بریتنی اسپرز و فوتو دیستریکت نیوز به دست آورده بود. ۶ اکتبر، تیو اعلام کرد که وبگاهش ۶۵٬۰۰۰ بازدیدکنندهٔ مجزا داشته‌است. و ۱٬۴۶۵ امتیاز در وبگاه دیگ به دست آورده که آن را به یکی از پر امتیازترین‌ها در آن هفته تبدیل کرده‌است. یازده روز بعد تعداد بازدیدکنندگان وبگاه به ۱۰۰٬۰۰۰ نفر رسید. تا ۲۶ اکتبر، دو ماه پس از آغاز به کار صفحهٔ اصلی میلیون دلاری، بیش از ۵۰۰٬۹۰۰ پیکسل به ۱٬۴۰۰ خریدار فروخته شده بود. تیو اعلام کرد که تا شب اول سال نو، تعداد بازدیدها از وبگاه به ۲۵٬۰۰۰ نفر در هر ساعت رسیده و رتبهٔ ۱۲۷ را در الکسا به دست آورده‌است. او همچنین اعلام کرد که ۹۹۹٬۰۰۰ پیکسل از ۱٬۰۰۰٬۰۰۰ پیکسل به فروش رفته‌است.
تیو در ۱ ژانویهٔ ۲۰۰۶ اعلام کرد به دلیل آنکه تقاضا برای ۱٬۰۰۰ پیکسل پایانی بسیار زیاد بوده، «منصفانه‌ترین و منطقی‌ترین راه» برای فروش آن‌ها، حراج کردنشان در ای‌بی است؛ به جای آنکه بخواهد «راستی و منحصربه‌فرد بودنِ ذاتی این ایده» را با ایجاد صفحهٔ مشابه دیگری خراب کند. حراج پیکسل‌ها ده روز به طول انجامید و ۹۹ پیشنهاد قابل قبول ارائه شد. اگرچه مبالغی در حد ۱۶۰٬۱۰۹٫۹۹ دلار نیز پیشنهاد شده بود ولی اکثرشان پس گرفته شدند یا به عنوان شوخی باطل شدند. تیو در این باره گفت: «من واقعاً با آن‌ها تماس تلفنی گرفتم و معلوم شد آن‌ها شوخی می‌کردند، که واقعاً مأیوس‌کننده بود، در نتیجه در آخرین لحظه آن پیشنهادها را حذف کردم». بالاترین مبلغ قابل قبول، ۳۸٬۱۰۰ دلار بود، که توسط یک فروشگاه اینترنتی به نام MillionDollarWeightLoss.com پیشنهاد شده بود که محصولاتی مرتبط با رژیم غذایی می‌فروشد. تیو اذعان کرد که انتظار داشته‌است به دلیل توجه رسانه‌ها، پیکسل‌های آخر به قیمتی بالاتر از ۳۸٬۱۰۰ دلار فروخته شوند. درآمد ناخالص تیو از صفحهٔ اصلی میلیون دلاری ۱٬۰۳۷٬۱۰۰ دلار در عرض پنج ماه بود. تیو انتظار داشت که پس از کسر هزینه‌ها، مالیات و اهدای کمک مالی به پرینس تراست، سازمانی خیریه مرتبط با امور جوانان، درآمد خالصی معادل ۶۵۰٬۰۰۰ تا ۷۰۰٬۰۰۰ دلار کسب کرده باشد.
برخی از خریداران پیکسل عبارت بودند از: فروشگاه کادویی بونانزا، پاندا سکیوریتی، تهیه‌کنندگان وال‌مارت: هزینهٔ بالای قیمت پایین، اورنج، تایمز، راپسودی، تینیشس دی، یاهو!، قمارخانه‌های برخط، کسب‌وکارهای کوچک خصوصی، و شرکت‌های ارائه‌دهندهٔ ترفندهای زود پولدار شو، خدمات دوست‌یابی اینترنتی، وام‌های شخصی، نمونه‌های رایگان، و طراحی وب.

## در رسانه‌ها
پس از آنکه در ماه سپتامبر اطلاعیه‌ای مطبوعاتی منتشر شد و اولین توجه‌ها را به سوی وبگاه جلب کرد، بی‌بی‌سی آنلاین، رجیستر، دیلی تلگراف، و پی‌سی پرو در مقاله‌هایی به بررسی صفحهٔ اصلی میلیون دلاری پرداختند. همچنین تیو به برنامه‌های صبحگاهی تلویزیونی اسکای نیوز سانرایز و بی‌بی‌سی برکفست دعوت شد تا دربارهٔ وبگاه صحبت کند.

مهم‌ترین چیز برای جلب توجه رسانه‌ها خود ایده بود. ایده آنقدر منحصر به فرد و عجیب بود که به چشم بیاید. فقط کافی بود در روزهای اول با فرستادن یک اطلاعیهٔ مطبوعاتی جرقه‌اش را روشن کنم. این توجه رسانه‌ها که همراه شده بود با دهان به دهان چرخیدنِ ایده، موجب شد یک همهمهٔ واقعی دربارهٔ صفحهٔ اصلی به وجود بیاید که باز خود این همهمه، باعث شد توجه رسانه‌ها بیشتر به این موضوع جلب شود.

الکس تیو، ۲۲ فوریهٔ ۲۰۰۶
در ماه نوامبر صفحهٔ اصلی میلیون دلاری در حال شهرت یافتن در سطح جهان بود و توجه فاینانشیال تایمز دویچلند آلمان، تی‌وی‌ان‌زد نیوزیلند، ترا نتورکس در آمریکای لاتین، چاینا دیلی چین، و ادویک، فلوریدا تودی، و وال استریت ژورنال آمریکا را به خود جلب کرده بود. تیو شخصی را در آمریکا استخدام کرد تا او را در امر تبلیغ و پاسخگویی به رسانه‌های آمریکایی یاری کند و سفری یک هفته‌ای را نیز به آمریکا ترتیب داد تا در مصاحبه‌های رادیو ای‌بی‌سی نیوز، شبکهٔ فاکس نیوز، اتک آو د شو! و برنامه‌های خبری محلی حضور به هم برساند.
ایدهٔ راه‌اندازی صفحهٔ اصلی میلیون دلاری «ساده و زیرکانه»، «هوشمندانه»، «مبتکرانه»، و «سکویی منحصر به فرد [برای تبلیغات] همراه با اندکی شوخی و سرگرمی» توصیف شد. مارتین بینکس، سرپرست مؤسسهٔ ابتکار کارآفرینی دانشگاه ناتینگهام، گفت «ایده در عین ساده بودن زیرکانه است . . . تبلیغ‌گران جذب تازگی و نو بودن آن شده‌اند . . . این وبگاه به یک رویداد اینترنتی تبدیل شده‌است». پاپیولر مکانیکس نوشت «هیچ محتوایی ندارد. نه گرافیک درست و حسابی دارد، نه اشانتیون می‌دهد، و نه ویدئوهای تحریک‌کننده‌ای از پاریس هیلتون دارد تا بیننده جذب شود. یک شبکهٔ تلویزیونی را تصور کنید که چیزی جز آگهی بازرگانی نشان نمی‌دهد، یا یک مجله که چیزی جز تبلیغ ندارد. صفحهٔ اصلی میلیون دلاری دقیقاً همین وضعیت را دارد. مثالی متحیرکننده از قدرت بازاریابی ویروسی». دان اولدنبرگ از واشینگتن پست از معدود افرادی بود که به تحسین وبگاه نپرداخت و آن را «یک بازاریابی پرمنفعت ولی بدقواره، بی‌کیفیت، و دور از ذهن، یک سنگلاخ آکنده از تبلیغ، اسپم، بنر، و پاپ‌آپ» خواند. اولدنبرگ ادامه داد «شبیه تابلوی اعلاناتی است از استروئیدهای بدن‌سازی، لاشه‌ای تبلیغاتی از یک قطار که نمی‌شود نگاهش نکرد. مثل این است که هر چه تبلیغ بالاپر تا به حال در عمرت دیده‌ای یک‌باره جلو چشمت ظاهر شوند. معادل اینترنتی احساسِ نیازِ ناگهانی برای دوش گرفتن است.»
هنگامی که آخرین پیکسل‌ها به حراج گذاشته شده بودند، مقاله‌ای راجع به تیو در مجلهٔ برخط بی‌بی‌سی نیوز منتشر شد. وال استریت ژورنال دربارهٔ صفحهٔ اصلی میلیون دلاری و تأثیرات آن بر جامعهٔ اینترنتی نوشت «آقای تیو خودش در جامعهٔ اینترنتی به یک فرد مشهور تبدیل شده‌است . . . قوهٔ ابتکار و خلاقیت . . . تصویری جالب از کارآفرینی اینترنتی را برایمان مجسم می‌کنند».
تیو در حالی که صفحهٔ اصلی میلیون دلاری را برای تأمین مخارج دانشگاهش راه انداخته بود، تحصیل در رشتهٔ مدیریت بازرگانی را تنها پس از گذراندن یک ترم، نیمه‌کاره رها کرد و در سال ۲۰۰۸ یک شبکهٔ اجتماعی مرتبط با کسب‌وکار به نام پاپجم تأسیس کرد.

## حمله محروم‌سازی از سرویس
۷ ژانویهٔ ۲۰۰۷، سه روز پیش از موعدی که قرار بود حراج ۱٬۰۰۰ پیکسل آخری پایان یابد، تیو رایانامه‌ای از یک سازمان به نام «گروه تاریک» دریافت کرد که در آن آمده بود در صورت عدم پرداخت ۵٬۰۰۰ دلار آمریکا تا ۱۰ ژانویه، صفحهٔ اصلی میلیون دلاری قربانی حمله محروم‌سازی از سرویس خواهد شد. تیو با فرض بر اینکه این تهدید یک شوخی بیش نیست، اخطار را نادیده گرفت؛ ولی یک هفته بعد رایانامهٔ تهدیدآمیز دیگری دریافت کرد که حاوی پیغامی با غلط‌های املایی و دستوری با مضمون «سلام وب گاه شما تحت حمله ما شد برای توقف حمله ۵۰۰۰۰ دلار فرستاد» بود. تیو به این تهدید نیز محلی نگذاشت؛ در نتیجه وبگاه با ترافیک سنگینی مواجه شد و از کار افتاد. تیو در این باره گفت «من به هیچ‌کدامشان جواب ندادم چون که نمی‌خواستم به آن‌ها احساس رضایت و خشنودی دست بدهد و مطمئناً قصد ندارم به آن‌ها باج بدهم. اتفاقاتی که برای وبگاهم رخ داد شبیه تروریسم است. اگر به آن‌ها پول بدهی، حملات جدیدی را تدارک خواهند دید».
وبگاه به مدت یک هفته از دسترس بازدیدکنندگان خارج شد تا اینکه سرور میزبان سامانهٔ امنیتی‌اش را به‌روز کرد و با استفاده از نرم‌افزارهای ضد محروم‌سازی از سرویس، جلو ترافیک مخرب را گرفت. از واحد جرایم پیشرفتهٔ پلیس ویلتشر و ادارهٔ بازرسی فدرال درخواست شد تا اخاذی صورت‌گرفته را پیگیری کنند که به اعتقاد آنان، منشأ حمله از روسیه بوده‌است.

## وبگاه‌های مشابه
وبگاه‌های متعدد دیگری نیز به تبلیغات پیکسلی روی آوردند. تیو دربارهٔ این وبگاه‌ها می‌گوید «خیلی سریع ظاهر شدند؛ الآن صدها سایت برای فروش پیکسل به وجود آمده‌است. کپی‌کارها دارند با هم رقابت می‌کنند.» او می‌افزاید «تا حالا تبلیغات کمی جذب کرده‌اند بنابراین فکر کنم اوضاعشان چندان مساعد نیست. این ایده فقط یک بار جواب می‌دهد و دلیل موفقیتش هم نو و تازه بودنش بود . . . همهٔ این سایت‌های کپی‌کار، کمدی محض‌اند؛ البته فکر کنم مال من کمی کمدی بود به علاوهٔ مقداری دلار واقعی.»